# Elijah Blake
Elijah Blake, pseudonimo di Sean Fenton (Repubblica Dominicana, 4 giugno 1992), è un cantautore e produttore discografico dominicano.
Scritturato inizialmente dalla Atlantic Records e poi dalla Def Jam, ha scritto musica per artisti come Keyshia Cole, Rihanna, Usher, Nas, Rick Ross e Mario e pubblicato 7 album. Attualmente è legato alla casa discografica ARTium, fondata dal rapper NO I.D.

## Carriera

### Interprete
Sebbene l'artista abbia cantato in un coro cristiano fin da bambino, carriera musicale di Sean Fenton inizia ufficialmente nel 2008, quando a soli 16 anni firma un contratto discografico con la Atlantic Records. In questo periodo, l'artista ha modo di interagire con la superstar dell'R&B Trey Songz proprio mentre questi crea uno dei suoi album più noti, Ready. Fatti propri molti consigli sciorinati da Songz, Elijah Blake firma un altro contratto discografico con la Def Jam ed inizia a pubblicare musica a partire dal 2012.
Nel 2012, assunto definitivamente il suo nome d'arte, Blake pubblica il suo progetto d'esordio Bijoux 22 e duetta con la cantante R&B Keyshia Cole nel brano Wonderland e con il rapper Rick Ross in Presidential - si tratta di brani che ha co-scritto. Seguono gli album Drit nel 2014 e Shadow & Diamonds nel 2015, quest'ultimo pubblicato anche in un'edizione deluxe. Gli album vengono promossi con singoli e videoclip musicali, tuttavia non ottengono il successo sperato dall'etichetta: i rapporti tra Blake e la Def Jam si esauriscono dunque dopo il terzo album. Sempre nel 2015, Blake collabora per la prima volta con Jordin Sparks nel brano Unhappy.
Nel 2016 Elijah Blake firma un contratto con la casa discografica ARTium, fondata dal rapper NO I.D, e pubblica l'album Bluebarry Vapors, a cui fanno seguito Audiology nel 2017. Nel 2018 viene pubblicato Bijoux 23, seguito dell'album di debutto dell'artista, mentre nel 2019 vengono pubblicati altri due progetti: l'album Holiday Love e l'EP 1990 Forever, quest'ultimo un progetto collaborativo realizzato insieme alla cantante Jordin Sparks.
Nel 2019 e nel 2020, Blake ha lanciato vari singoli che non hanno trovato ad oggi spazio in album, quali: Bad Liar, Hanging Tree, Freenemies, 5 Gold Rings, Half In Love. Nel 2020 è tornato a duettare con Keyshia Cole nel remix ufficiale di Bad Liar.

### Autore
Così come quella di interprete, anche la carriera autoriale di Elijah Blake ha il suo slancio definitivo nel 2012 dopo una gavetta fatta di poesie scritte da bambino e adolescente. In quest'annata, Blake compone la hit di Usher Climax, che raggiunge un ottimo successo commerciale in USA, e lavora inoltre con Rihanna (No Love Allowed), Nas (Roses), JLS (Dessert), Rick Ross (Presidential).
Sempre nel 2012, Elijah attua una fiorente collaborazione con la cantautrice Keyishia Cole, con la quale co-scrive molti dei brani inclusi nel suo album Woman To Woman. La collaborazione con Keyishia continua anche per l'album successivo Point Of No Return, per il quale Elijah scrive e compone 3 tracce. Nel 2014 realizza anche i brani Heaven's per la band sudcoreana TVXQ e Alone per Selah Blue.
Nel 2015 Blake scrive il brano Señiorita per Vince Staples, mentre nel 2018 scrive il brano Freedom per la colonna sonora della serie TV Empire. Nel 2018 Blake lavora invece con il cantante R&B Mario, per il quale scrive i brani Dancing Shadows e Good Times, entrambi inclusi nell'album Dancing Shadows.

## Discografia

### Album
- 2012 - Bijoux 22
- 2014 - Drift
- 2015 - Shadows & Diamonds
- 2016 - Blueberry Vapors
- 2017 - Audiology
- 2018 - Bijoux 23
- 2019 - Holiday Love

### EP
- 2019 -1990 Forever (con Jordin Sparks)